# FM 센다이
FM센다이는 일본의 FM라디오 방송국으로 1982년 12월 1일 개국했으며 미야기현에서 방송을 실시하고 있다.
JFN에 가맹했으며 약칭은 FMS, 애칭은 Date fm, 콜사인은 JOJU-FM이다.

## 연혁
- 1982년 3월 1일 주식회사 FM센다이 창립.
- 1982년 12월 1일 도호쿠 지역 최초의 민영 FM 방송국으로 개국.
- 1995년 4월 1일 FM 문자다중방송 개시
- 1997년 개국 15주년을 맞아 애칭을 Date fm으로 정했다.
- 2014년 3월 31일 FM 문자다중방송 종료

## 주파수
- 센다이 방송국:77.1MHz(출력:5kW)
- 게센누마 중계국:81.3MHz(출력:100W)
- 시로이시 중계국:81.4MHz(출력:1W)
- 나루코 중계국:84.1MHz(출력:10W)
- 시즈가와 중계국:84.1MHz(출력:10W)

## 보충서술
- 애칭인 Date fm에서 Date는 미야기 현 주변을 통치했던 다테가문에서 따온 것이다.

## 미야기현에 있는 다른 텔레비전·라디오 방송국
- NHK 센다이 방송국
- 도호쿠 방송(TBC)(TV는 도쿄 방송 계열, 라디오는 JRN&NRN계열)
- 센다이 방송(OX)(후지 TV 계열)
- 미야기 TV 방송(MMT)(니혼 TV 계열)
- 히가시닛폰 방송(KHB)(TV 아사히 계열)